# Gérald Kurdian
Gérald Kurdian est un musicien performeur franco-américain.
Chanteur et musicien issu d'une école des Beaux-Arts, il conçoit son travail comme une expérience artistique, visuelle et sonore. Son travail est avant tout expérimental et sa musique souvent inclassable, entre la pop surréaliste, le lo-fi et l'électro performative. Il s'inspire du travail de Laurie Anderson mais aussi d'Alain Bashung.
Parallèlement à sa musique, il multiplie les projets de performances musicales et sonores. Il travaille entre autres sur les questions du genre collaborant avec différents lieux ou associations reconnus. Récemment[Quand ?], il a participé à des projets associés à La Bellone (Bruxelles) ou encore à l'association du Côté des Femmes (Val-d'Oise).

## Biographie

### Jeunesse et début
Gérald Kurdian étudie les arts visuels à l’École d'Art de Rueil et à l'Ensapc. Ensuite, il intègre en 2007 une formation de danse contemporaine Ex.e.r.c.e du Centre Chorégraphique National de Montpellier, sous la direction de Mathilde Monnier et Xavier Le Roy.
Il collabore ensuite en tant qu’interprète avec Tiago Guedes, Andros Zins-browne, Julie Favreau, le cinéaste Arnold Pasquier et assiste musicalement des chorégraphes (Eszter Salamon, Mette Ingvartsen, Carole Perdereau, l’iiii, le Club des 5 ou Eleanor Bauer).
Ensuite, il présente différentes performances musicales, ses concerts obliques (Royal Gala (2005) ; 1999 (2009) ; 18 Chansons (2010)) dans des lieux tels que le festival des Innaccoutumés 09, le MAC/VAL, le Lieu unique (Nantes), La Villette, le Plateau Frac-idf, le Centre Chorégraphique de Montpellier, le Centre Clark (Montréal), Lelabo, Les Louvrais Scène Nationale de Cergy, le Théâtre 95, la Maison Populaire, l’Abbaye de Maubuisson, et dans le cadre des Festivals Tupp 10 (Suède), Baltoscandal (Estonie), FAR (Suisse), Circular 09 (Portugal), Uzes Danse 07, Montpellier Danse 08 ou le sommer.bar du Tanz im August 07/09 Festival de Berlin.
En 2006, il réalise un documentaire Je suis Putain dans le cadre de l’Atelier de création radiophonique de France Culture. Ce documentaire est réalisé en collaboration avec des femmes prostituées.
Plus tard, il participe à 6M1L (Six Months one Location), un programme de recherches chorégraphiques initié par Xavier Le Roy et Bojana Cvejic. Il crée alors un opéra radiophonique lo-fi sur la théorie de la danse contemporaine. Ce projet est une nouvelle collaboration avec l’Atelier de création radiophonique de France Culture et la SACD. Il développe ensuite un projet musical solo, This is the hello monster.
En 2011, Gérald Kurdian obtient le prix Paris Jeunes Talents et est sélectionné pour le FAIR 2011. Il donne alors régulièrement des concerts partout en France (3 Baudets, Nouveau Casino, Point Éphémère, 6par4, etc. ou en première partie de The Dø, Piers  Faccini, Emily Loizeau ou Elysian Fields).
En 2010, son premier album éponyme sort (Bs records / Gommette publishing / Idol). Cet album figure parmi les albums de l’année du quotidien français Libération[réf. nécessaire].
En 2012, au 104 et dans le cadre du Tupp festival, il questionne les pouvoirs magiques de la scène avec The Magic Of Spectacular Theater. Ce concert est réalisé en collaboration avec Philippe Quesne, adepte d’un théâtre « laborantin ». C'est une performance musicale autobiographique sur le travail du spectacle contemporain[réf. nécessaire].
Il explore la question du groupe et comment la pop peut créer un espace tel une zone franche où les affects circulent et où l'interprète est plus émouvant que problématique.
Gérald Kurdian s'intéresse en effet à l'idée d'une synergie entre l'univers de la pop indépendante et celui du spectacle vivant.
En 2016, il réalise avec Guillaume Jaoul et Chapelier Fou, un EP Icosaèdre. Le batteur Edward Essex et lui-même partent en tournée, accompagnés de choristes fantômes. Lors de ses concerts, le visuel l'accompagne à travers des projections sur écran : diapos d'îles artificielles, de villes endormies, de planètes, etc. Ses concerts sont hors-norme et hybrides,.

## Style

### Caractéristiques musicales
Le style de Gérald Kurdian est un mélange entre la musique pop, chantant en anglais ou en français, passant par le lo-fi ou l'électronique. Sa musique est poétiquement adressée aux Hot Bodies of The Future
Gérald Kurdian crée des ballades à la fois vastes, pastorales et miniaturisées. Il utilise des samplers, des claviers et chante.

### Inspirations musicales
Gérald Kurdian s'inspire des expérimentations sonores de Laurie Anderson mais aussi des mélodies de Bashung. Sa musique se rapproche de sons tel que ceux Matthew Dear ou encore de Sufjan Stevens. Son univers musical est proche du musicien Jay Jay Johanson.

## Discographie

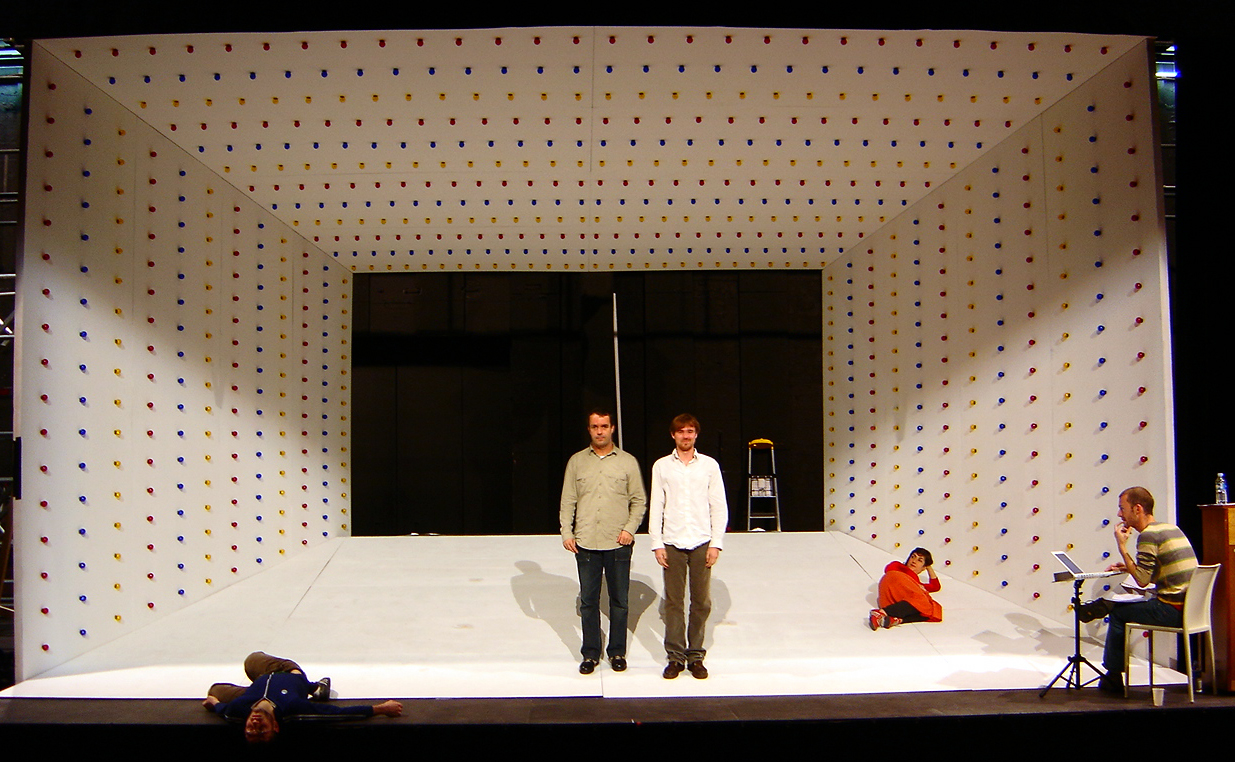
Requiem de Antoine Duhamel sur un texte de Jean Cocteau, mise en scène & scénographie de Arnold Pasquier. Avec Ronan Nédélec, Maria Donata D'Urso, Gérald Kurdian, Léandre Bernard-Brunel. (2007)

- Icosaèdre (EP, 2016) avec Chapelier Fou

## Performances musicales, sonores et visuelles
- Royal Gala (2005)
- Requiem de Antoine Duhamel sur un texte de Jean Cocteau, mise en scène & scénographie de Arnold Pasquier. Avec Ronan Nédélec, Maria Donata D'Urso, Gérald Kurdian, Léandre Bernard-Brunel. (2007)
- 1999 (2009)
- 18 Chansons (2010)
- My first club song ever (2011)
- The Magic of Spectacular Theater (2012)
- La Solidité des choses (2014)
- Les Îles Artificielles (2015)
- X ! (Un opéra fantastique) (2022)

Les concerts obliques de Gérald Kurdian crée un lien entre les pratiques de la musique électronique, de la performance et du documentaire. Stand-ups absurdes, concerts augmentés ou comédie musicale lo-fi, les performances de Gérald Kurdian sont souvent présentés dans les contextes du spectacle vivant (Crossing the Line - New York, Festival des Inaccoutumés - Paris, etc.), de l’art contemporain (Centre Pompidou - Metz, Fondation Cartier, etc.) ou de la musique indépendante (Musiques Volantes, 6par4, etc).